# Phytomyza tamui
Phytomyza tamui este o specie de muște din genul Phytomyza, familia Agromyzidae, descrisă de Mitsuhiro Sasakawa în anul 1957. Conform Catalogue of Life specia Phytomyza tamui nu are subspecii cunoscute.